# Ubaena
Ubaena is een geslacht van vlinders van de familie nachtpauwogen (Saturniidae). De wetenschappelijke naam van het geslacht is voor het eerst geldig gepubliceerd in 1900 door Ferdinand Karsch.
De typesoort van het geslacht is Ubaena fuelleborniana Karsch, 1900

## Soorten
- Ubaena dolabella
- Ubaena fuelleborniana
- Ubaena lequeuxi
- Ubaena periculosa
- Ubaena sabunii